# David Martin (triatleta)
David Martin (1998) es un deportista neozelandés que compite en triatlón, desde 2019 lo hace bajo la bandera de la República Checa.
Ganó una medalla de plata en el Campeonato de Oceanía de Triatlón de 2015 en la prueba de relevo mixto.

## Palmarés internacional
| Representando a Nueva Zelanda |                                 |                  |              |
| Campeonato de Oceanía         |                                 |                  |              |
| Año                           | Lugar                           | Medalla          | Prueba       |
| 2015                          | Mount Maunganui (Nueva Zelanda) | Medalla de plata | Relevo mixto |